# ونلدی
ونلدی (به انگلیسی: Vennalodai) یک روستا در هند است که در Thanjavur Taluk واقع شده‌است.

## خصوصیات
ونلدی ۴۵۴ نفر جمعیت دارد.